# خواهشم را رد نکن
«خواهشم را رد نکن» (انگلیسی: Don't Shut Me Down) ترانه‌ای از ابرگروه سوئدی موسیقی پاپ آبا است که در سال ۲۰۲۱ منتشر شد. آنگنیه‌تا فلتسکوگ این ترانه را اجرا کرد که مبدل به دومین تک‌آهنگی از این گروه شد که پس از ترانهٔ «شهر شب تابستانی» (۱۹۷۸) به صدر جداول موسیقی سوئد دست یافت.

## جداول موسیقی
| جدول (۲۰۲۱)                             | بالاترین رتبه |
| --------------------------------------- | ------------- |
| استرالیا (ای‌آرآی‌ای)                     | ۲۷            |
| اتریش (او۳ تاپ ۴۰ اتریش)                | ۱۴            |
| بلژیک (اولتراتاپ ۵۰ فلاندرز)            | ۹             |
| بلژیک (اولتراتاپ ۵۰ والونی)             | ۴۴            |
| کانادا (۱۰۰ تک‌آهنگ داغ کانادا)          | ۸۷            |
| کشورهای مستقل همسود (تاپ‌هیت)            | ۲۳۷           |
| کرواسی (اچ‌آرتی)                         | ۱۰            |
| دانمارک (ترک‌لیسن)                       | ۷             |
| فروش دیجیتال ترانه‌های اروپا (بیلبورد)   | ۱             |
| فنلاند (جدول‌های رسمی فنلاند)            | ۳             |
| ایرپلی فنلاند (فهرست پخش رادیویی)       | ۱۸            |
| آلمان (جدول‌های رسمی آلمان)              | ۵             |
| ۲۰۰ آهنگ جهانی (بیلبورد)                | ۵۴            |
| مجارستان (۴۰ تک‌آهنگ برتر)               | ۴             |
| ایسلند (پلوتوتیدنتی)                    | ۳             |
| ایرلند (ایرما)                          | ۱۲            |
| ژاپن (۱۰۰ آهنگ داغ ژاپن)                | ۹۶            |
| لاتویا (رادیو برتر اروپا)               | ۲۶            |
| هلند (۱۰۰ تک‌آهنگ برتر)                  | ۱۸            |
| نیوزیلند (ریکوردد میوزیک ان‌زد)          | ۳۱            |
| نروژ (وی‌جی-لیستا)                       | ۷             |
| پرتغال (ای‌اف‌پی)                         | ۱۷۷           |
| سوئد (فهرست برترین‌های سوئد)             | ۱             |
| سوئیس (شوایزر هیت‌پاراد)                 | ۱             |
| تک‌آهنگ‌های بریتانیا (اوسی‌سی)             | ۹             |
| ترانه‌های دیجیتال ایالات متحده (بیلبورد) | ۳۲            |

## گواهینامه‌ها
| منطقه                                  | گواهی  | واحد گواهی‌شده/فروش |
| -------------------------------------- | ------ | ------------------ |
| سوئد (گی‌ال‌اف)                          | پلاتین | ۸٬۰۰۰٬۰۰۰          |
| رقم فقط پخش جاری تنها بر پایهٔ گواهی‌ها. |        |                    |